# Maria Kwaśniewska
Maria Jadwiga Kwaśniewska-Maleszewska, född 15 augusti 1913 i Łódź, död 17 oktober 2007 i Warszawa, var en polsk friidrottare.
Kwaśniewska blev olympisk bronsmedaljör i spjutkastning vid sommarspelen 1936 i Berlin.